# Isolabus intrusus
Isolabus intrusus es una especie de coleóptero de la familia Attelabidae.

## Distribución geográfica
Habita en China.